# Aerovagó

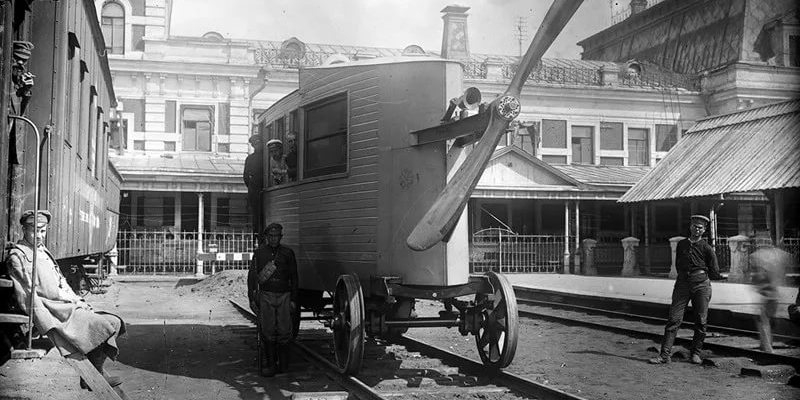
Aerovagó

L'aerovagó (rus: Аэроваго́н, аэродрези́на) va ser un automotor ferroviari experimental d'alta velocitat equipat amb un motor d'aviació i tracció d'hèlix inventat per Valerian Abakovski, un enginyer soviètic originari de Letònia. Va produir velocitats de fins a 140 quilòmetres per hora (87 milles per hora). L'aerovagó estava pensat per al transport exprés de documents importants i per a transportar funcionaris soviètics en afers governamentals.

El 24 de juliol de 1921, un grup de delegats al Primer Congrés de la Internacional Sindical Roja, dirigit per Fiódor Serguéiev, va portar l'aerovagó de Moscou a les mines de Tula per a reunir-se amb miners locals i visitar una fàbrica d'armes. Abakovski també anava a bord. Encara que van arribar amb èxit a Tula, al trajecte de tornada a Moscou l'aerovagó va descarrilar a gran velocitat prop de Sérpukhov, perdent-hi la vida 6 de les 22 persones a bord. Un setè home (Paul Freeman) va morir després a causa de les ferides.

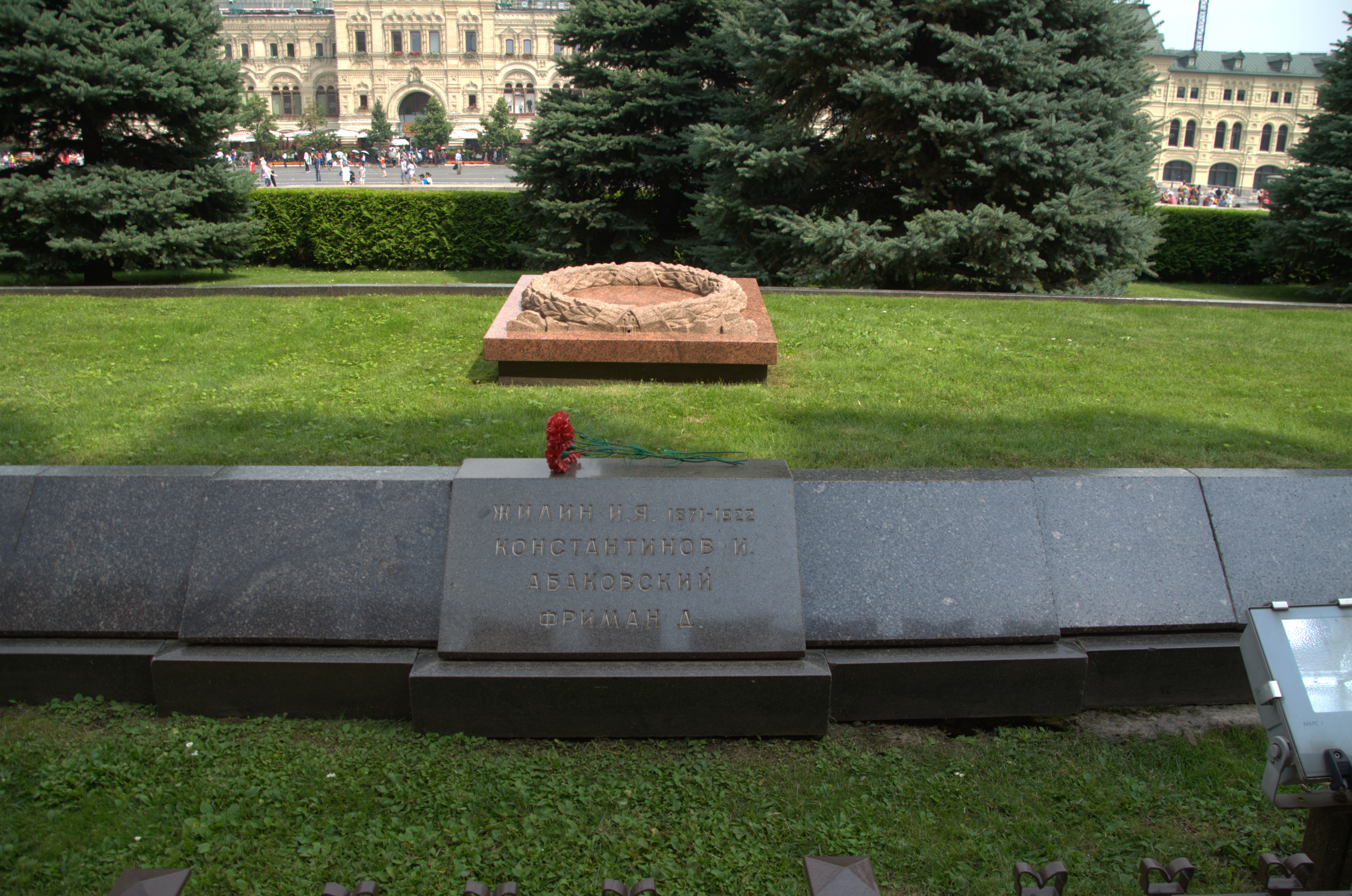
Fossa comuna número 13 de la Plaça Roja, on també estan enterrats les víctimes de l'accident de l'aerovagó Konstantinov, Abakovski i Freeman.

Una investigació oficial va concloure que la causa del descarrilament va ser el mal estat de la via del tren. Artiom Sergueiev (fill de la víctima Fiódor Sergueiev ) va denunciar un suposat sabotatge organitzat per Lev Trotski. Els set homes morts en l'accident van ser enterrats amb honors a la Necròpolis de la Muralla del Kremlin.